# حدث التمييز الإيجابي لبيع المخبوزات

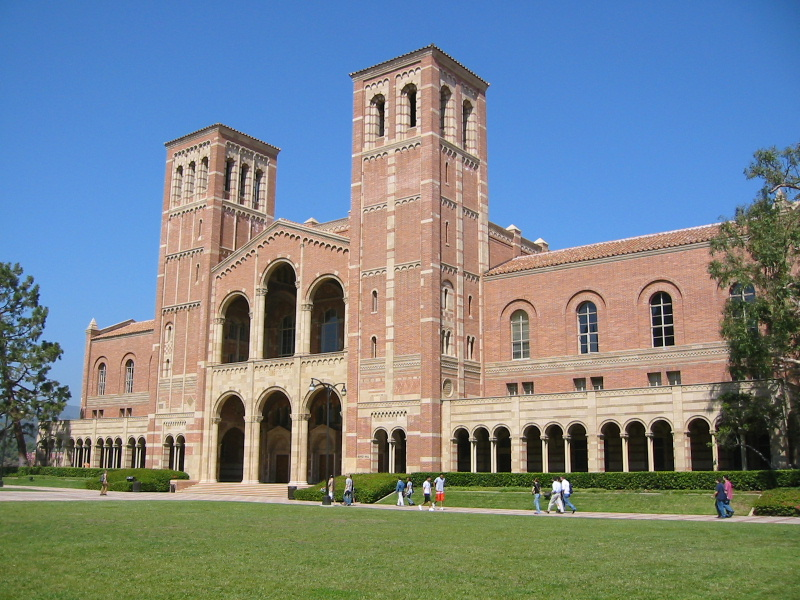
قاعة رويس هول، جامعة كاليفورنيا، لوس أنجلوس

التمييز الإيجابي لبيع المخبوزات هو حدث احتجاجي داخل الحرم الجامعي تستخدمه المجموعات الطلابية للتأكيد على انتقادها لسياسات التمييز الإيجابي، وخصوصًا لارتباط هذه السياسات بقبول الانتساب إلى الكليات وكليات الدراسات العليا. وحسبما ذكر أحد القادة الطلابيين لهذا الحدث الاحتجاجي، فإن هدف هذا الأسلوب هو «تطبيق مشكلة التمييز الإيجابي على مفردات الحياة اليومية.»“ 
يقدم حدث بيع المخبوزات إمكانية بيع البسكويت بأسعار مختلفة على حسب العرق والجنس، على غرار ممارسات التمييز الإيجابي للتفضيل العرقي والجنسي. وتتمثل إحدى أفكار حدث بيع المخبوزات هذا في إظهار التشابهات المدركة بين التمييز في الأسعار والتمييز الإيجابي. وأسعار البيع التقليدية هي دولار واحد للذكور البيض والأسيويين و0.75 دولار للإناث البيض والأسيويات و0.50 دولار للذكور اللاتينيين والسود والأمريكيين الأصليين و0.25 دولار للإناث اللاتينيات والسود والأمريكيات الأصليات. ولا يساند مضيفو فعاليات بيع المخبوزات هذا النوع من المعاملة التفضيلية؛ ولكنهم يجادلون بأن هذه الأسعار التفضيلية تشبه المعاملة التفضيلية الناتجة عن سياسات التمييز الإيجابي.
نظمت فعاليات بيع المخبوزات هذه في العديد من الكليات في أرجاء الولايات المتحدة، وأحيانًا سنويًا. وأقيمت فعاليات التمييز الإيجابي لبيع المخبوزات في جامعة بريتوريا في جنوب أفريقيا، وقد تعرض آخر حدث (في عام 2008) للفض بالقوة من قِبل أمن الحرم الجامعي.

## الخلاف والنقد
واجهت فعاليات بيع المخبوزات معارضة، حيث تستقطب حشودًا من الطلاب، فتواجه في بعض الأحيان معارضة أو تضييقًا من إدارات الحرم الجامعي، وكثيرًا ما تتهم بـالعنصرية، حتى إنها تتعرض للهجوم أحيانًا. بالإضافة إلى ذلك، اتهم بعض الإداريين بـالرقابة وبتأييدهم لموقف سياسي بشكل غير ملائم.
وردًا على حدث تمييز إيجابي لبيع المخبوزات تعرض للهجوم في جامعة واشنطون، قدم رئيس مجلس الأوصياء جيري غرينشتاين رأي الكثير من المعارضين لهذه الفعاليات عندما صرّح قائلاً: «كانت تصريحات [...] عن إقامة حدث التمييز الإيجابي لبيع المخبوزات منعدمة الذوق ومسببة للشقاق ومؤلمة للعديد من أعضاء المجتمع الجامعي.» وتناول أحد القادة الطلابيين لحدث بيع المخبوزات في جامعة كاليفورنيا، لوس أنجلوس (UCLA) مشكلة الشقاق هذه قائلاً: «أردنا أن نظهر كيف يكون التمييز الإيجابي تفريقًا عنصريًا، وليس توافقًا عنصريًا.» وبالمثل، ادعى الإداريون في جامعة باكنيل أن حدث بيع المخبوزات هذا خالف سياسة التمييز في الجامعة الخاصة.
تدعي انتقادات أخرى موجهة للمفهوم أن فعاليات بيع المخبوزات هذه لا تضع في الاعتبار عوامل اجتماعية راسخة تفضل البيض. وذكر عمود رأي في صحيفة هيوستن كرونيكل (Houston Chronicle) بعد إقامة حدث بيع مماثل في جامعة تكساس إيه آند إم (Texas A&M University) أن «مثل هذه الأفعال تعزز المفهوم الخاطئ الشائع بأن سياسات التمييز الإيجابي تمنح أقلية من الطلاب غير المؤهلين أكاديميًا فرصة دخول مجانية إلى الكلية، وتجاهلت التمييز التاريخي الذي أنكر فرص غير البيض في النجاح بأي ثمن، مهما كانت مواهبهم أو ذكاؤهم.» كذلك، أثنى المحرر على هيئة التدريس لعدم إيقاف حدث البيع.
في جامعة إلينوي في إربانا-شامبين، تجاوب طلاب الدراسات العليا والمهنية في مؤسسة الطلاب الملونين مع حدث بيع مخبوزات أقامته منظمة طلاب من أجل الحرية الفردية من خلال تقديم امتيازات للبيض والتي كانت عبارة عن هدية مجانية من الفشار؛ حيث حصل الذكور البيض على كيس مليء بالفشار، بينما حصلت النساء وغير البيض على 1/3 كيس فقط.